# Suuri Tiaisensaari
Suuri Tiaisensaari är en ö i Finland. Den ligger i sjön Pihlajavesi och i kommunen Sulkava i den ekonomiska regionen  Nyslotts ekonomiska region  och landskapet Södra Savolax, i den sydöstra delen av landet, 260 km nordost om huvudstaden Helsingfors. Öns area är 2,2 hektar och dess största längd är 250 meter i sydöst-nordvästlig riktning.